# بلدة أورانج (مقاطعة كالكاسكا)
أورانج، مقاطعة كالكاسكا (بالإنجليزية: Orange Township, Kalkaska County, Michigan)‏ هي بلدة تقع بولاية ميشيغان في الولايات المتحدة. تبلغ مساحتها 90.2 (كم²)، وترتفع عن سطح البحر 337 م، بلغ عدد سكانها 1176 نسمة في عام تعداد الولايات المتحدة 2000 حسب إحصاء مكتب تعداد الولايات المتحدة وتصل الكثافة السكانية فيها 13.3 نسمة/كم2.

## وصلات خارجية
- The US50 - Cities and Towns in Michigan State
- Michigan Cities and Towns, Facts, Map, Flag, Colleges, Government, and More